# Jacob Ba
Jacob Ba (Saint-Louis, 20 gennaio 1984) è un ex calciatore senegalese naturalizzato mauritano, di ruolo centrocampista.